# Баве
Баве (фр. Bavay) насеље је и општина у североисточној Француској у региону Север-Па д Кале, у департману Север која припада префектури Авне сир Елп.
По подацима из 2011. године у општини је живело 3.480 становника, а густина насељености је износила 343,87 становника/km². Општина се простире на површини од 10,12 km². Налази се на средњој надморској висини од 123 метара (максималној 156 m, а минималној 108 m).

## Демографија
| 1962. | 1968. | 1975. | 1982. | 1990. | 1999. | 2011. |
| ----- | ----- | ----- | ----- | ----- | ----- | ----- |
| 3.024 | 3.377 | 3.746 | 4.193 | 3.751 | 3.581 | 3.480 |

График промене броја становника у току последњих година